# KUSO大會串 (探險活寶第四季)
〈KUSO大會串〉（英語：Five Short Graybles）是《探險活寶》第四季的第2集。在卡通頻道2012年4月9日播出。這集是一系列短篇故事，有嗶莫、阿寶和老皮、泡泡糖公主、冰霸王和腫泡泡公主，都是關於五感的主題，由一個來自未來、名叫「起司塊」（Cuber）的角色講述。